# Christian Karembeu
Christian Karembeu (n. 3 decembrie 1970, Lifou⁠(d), Nouvelle-Calédonie, Franța) este un fotbalist francez retras din activitate, care a jucat pe post de mijlocaș la echipe ca Nantes, Olympiacos și Real Madrid. Pe plan internațional, are prezențe la națională pentru Franța. Din anul 1998 este căsătorit cu fotomodelul Adriana Karembeu.

## Palmares
- Real Madrid
  - 2 UEFA Champions League: 1997–98, 1999–00
  - 1 Cupa Intercontinentală: 1998,
- Olympiacos
  - 2 Campionatul Greciei: 2001–02, 2002–03
- Franța
  - Campionatul Mondial de Fotbal: 1998
  - Campionatul European de Fotbal: 2000